# مالوو (استان خاسکوو)
مالوو (به بلغاری: Malevo) یک منطقهٔ مسکونی در بلغارستان است که در شهرستان هاسکوفو واقع شده‌است.